# Monaghan (circonscription du Dáil)
Pour les articles homonymes, voir Monaghan (homonymie).
Monaghan est une ancienne circonscription électorale irlandaise. Elle permettait d'élire, de 1921 à 1977, des membres du Dáil Éireann, la chambre basse de l'Oireachtas, le parlement d'Irlande. L'élection se faisait suivant un scrutin proportionnel plurinominal avec scrutin à vote unique transférable.

## Députés
Note : Les colonnes de ce tableau sont utilisées uniquement à des fins de présentation et aucune importance ne doit être attachée à l'ordre des colonnes. Pour plus de détails sur l'ordre dans lequel les sièges ont été remportés à chaque élection, voir les résultats détaillés de cette élection.